# Lijmen/Het been (roman)
Lijmen/Het been is een dubbelroman van de Vlaamse schrijver Willem Elsschot (pseudoniem van Alfons de Ridder). Het eerste deel, Lijmen, werd voltooid in Antwerpen in 1923; Het been dateert uit 1938. Hoofdpersonen in beide boeken zijn Frans Laarmans en de heer Boorman. Laarmans is ook de hoofdfiguur uit de roman Kaas (1933), waarin overigens ook Boorman een kleine rol speelt als adviseur in zaken. Lijmen/Het been werd verfilmd in 2000 onder regie van Robbe De Hert.

## Lijmen
In het eerste deel komt de jonge en onbezonnen Laarmans in contact met Boorman, die meteen een grote invloed op hem blijkt te hebben. Hij doet hem zijn pijp afzweren ten gunste van sigaretten en sigaren en oordeelt dat de naam 'Laarmans' hem niet past en dat deze vervangen moet worden door het welluidender 'Teixeira de Mattos'. Vervolgens lijft hij hem zonder veel omwegen in als zijn 'secretaris', in dienst van zijn firma.
Boorman houdt zich bezig met acquisitiefraude, het 'lijmen' van bedrijven die, desnoods daartoe gedwongen, publiciteit willen verwerven via het Wereldtijdschrift. Het tijdschrift met de indrukwekkende naam, voluit Algemeen Wereldtijdschrift voor Financiën, Handel, Nijverheid, Kunsten en Wetenschappen, is overigens niet meer dan een handel in bedrukt papier, waarbij Boorman erop aanstuurt de eigenaren zo veel mogelijk exemplaren aan te smeren tegen een fikse prijs, waarna zij zelf maar moeten zien hoe zij van hun voorraad af komen.
Laarmans en Boorman  benaderen zakenmensen met het idee een artikel over hun bedrijf te publiceren in het Wereldtijdschrift. In dat artikel wordt in prachtige volzinnen het betreffende bedrijf aangeprezen als het beste in zijn branche. Boorman heeft daarvoor eenmalig de zogenaamde 'marmerstudie' geschreven. Het is een lofzang op het edele materiaal marmer en wat zeker bedrijf daarmee presteert. Diezelfde tekst wordt steeds aangepast voor andere bedrijven door louter overal waar het woord 'marmer' staat, een ander materiaal (smeedijzer; hout) in te vullen, afhankelijk van de bedrijfsaard van het slachtoffer. De bedoeling is dat de clientèle zich gevleid voelt door de fraaie bewoordingen. Boorman slaagt er bovendien in de prijs per exemplaar op slinkse wijze op te hogen door de clichés van de foto's per vierkante centimeter te berekenen.
Vervolgens begint het "lijmen": dat wil zeggen dat Boorman met grote overtuigingskracht zijn slachtoffer ertoe weet over te halen een groot aantal exemplaren van het Wereldtijdschrift voor zichzelf te bestellen. Die exemplaren kunnen dan als reclamemateriaal verspreid worden. Het slachtoffer weet niet dat deze exemplaren die hij bestelt, tevens de enige bestaande exemplaren zijn. Het Wereldtijdschrift heeft geen abonnees, maar is slechts een reclamebrochure. Eenmaal ingepalmd blijft het slachtoffer zitten met een enorme berg bedrukt papier waarvoor een hoge rekening betaald moet worden.
Na diverse bedrijven aan zijn zegekar te hebben gebonden (ook de mislukkingen blijven niet onvermeld) stuit het duo op de smederij van de firma Lauwereyssen. Het bedrijf doet in keukenliftjes en wordt geleid door meestersmid Pieter Lauwereyssen, maar vooral door zijn zuster, die het beheer voert over het kantoor. Zij blijkt een kordate dame, die echter ernstig gehinderd wordt door een hardnekkig gebrek aan een van haar benen, waarover zij voortdurend klaagt. Ongehinderd door enige scrupules weet Boorman haar echter op te zadelen met een bestelling van liefst 100.000 exemplaren van zijn tijdschrift, een voorraad waar zij, zoals zijzelf naderhand beseffen, nooit vanaf zullen komen. Ondanks diverse protesten is Boorman onvermurwbaar en staat hij op de correcte afwikkeling van het getekende contract. Uiteindelijk wordt een betaling in termijnen overeengekomen, waarbij Laarmans de taak heeft de periodieke afdracht in ontvangst te nemen, een taak die hem steeds zwaarder valt, gezien de aard van de zaak, de halsstarrigheid van de vrouw en vanwege 'het been'. De zaak kent vooralsnog geen oplossing, ook niet als vrouw Lauwereyssen de kwijtschelding van haar laatste termijn weigert. Boorman besluit ten slotte zich terug te trekken als directeur van het Wereldtijdschrift en doet de zaak onder bepaalde condities over aan Laarmans.
Het idee van het Wereldtijdschrift komt van de werkelijk bestaand hebbende La Revue Générale Illustrée later geheten La Revue Continentale Illustrée waaraan Willem Elsschot  en Jules Valenpint werkten.

## Het been
Het tweede deel van de roman draait, zoals de titel aangeeft, geheel om het vermaledijde been van vrouw Lauwereyssen. Het hele geval blijkt uiteindelijk een blok aan het been van Boorman, die scrupules kent over deze specifieke lijmactie en koste wat kost zijn geweten wil zuiveren, om er niet ten eeuwigen dage mee belast te zijn.
Door een (on)gelukkig ongeval op de markt, waarbij Boorman uitglijdt over een tomaat en boven op een vrouw belandt, wordt het contact tussen de rivalen hersteld. Vrouw Lauwereyssen blijkt haar been verloren te hebben en gaat voortaan met een houten been door het leven. Boorman onderneemt hierop schuldbewust verschillende pogingen om zijn ereschuld aan de vrouw in te lossen, maar stuit keer op keer op haar weigerachtigheid een restitutie in ontvangst te nemen. Ook de inschakeling van een deurwaarder mag niet baten en de rechtszaak die hieruit voortkomt wekt zelfs ongeloof en hilariteit, aangezien de benadeelde partij geen geld wil accepteren en de eiser voor gek wordt versleten.
Meestersmid Pieter blijkt inmiddels overleden en zijn zuster besluit het nu noodlijdende bedrijf van de hand te doen. Boorman ziet hierin een kans zijn schuld in te lossen en besluit bij de openbare veiling in te zetten op de overvloedige voorraad bedrukt papier. Als uiteindelijk aan het eind van de zitting het papier aan bod komt, wordt er slechts door een enkeling op geboden, en niet meer dan een paar honderd franken. Boorman ziet zijn kans schoon en overtreft de bieding met de naar zijn oordeel verschuldigde achtduizend en vijfhonderd frank. Hierop ontstaat grote hilariteit en in de daaropvolgende consternatie wordt Boorman gearresteerd als een kennelijk gevaarlijke gek en uiteindelijk ter observatie opgesloten in een gasthuis voor geesteszieken.
De bevrijding wordt ten slotte bewerkstelligd door Laarmans' neef Jan, die pastoor is en in het verleden herhaaldelijk de biecht van de vrouw heeft afgenomen. Hij bewerkt haar net zo lang tot ze sufgepreekt is, en bereid tot een verzoening, die zij op joyeuze wijze ondergaat.
Laarmans laat de zaak ten slotte de zaak en aanvaardt een baan als eenvoudig klerk bij de General Marine and Shipbuilding Company (een bedrijf dat ook een rol speelt in de roman Kaas). Boorman neemt na verloop van tijd zijn oude stiel weer op en hervat het "lijmen".